# Золотой Иерусалим

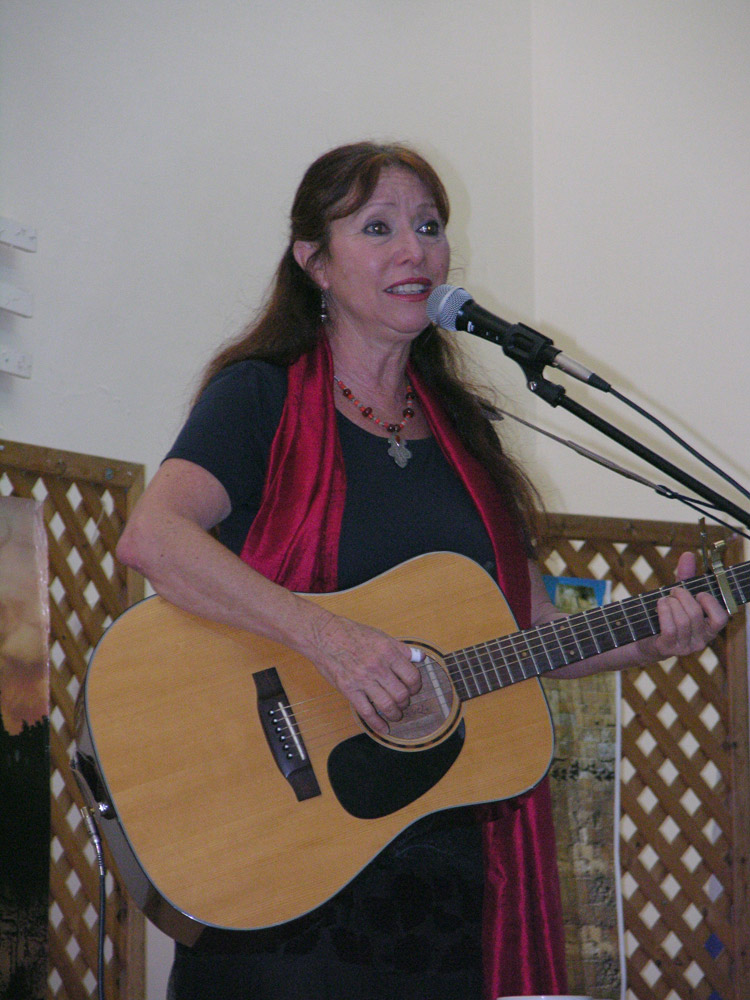
Шули Натан, исполнительница еврейских песен

«Золотой Иерусалим» (ивр. ירושלים של זהב‎ Йерушала́им шель заhа́в) — наиболее известная песня израильской поэтессы и композитора Наоми Шемер, неофициальный гимн Израиля. Написана в 1967 году, а в 2008-м признана «Песней 60-летия» Израиля. Впервые была исполнена певицей Шули Натан, что принесло исполнительнице большую известность.

## История создания
Всё началось, когда Наоми Шемер предложили написать песню для второй, внеконкурсной части Израильского фестиваля песни 1967 года, в течение которой должны были подсчитываться голоса. Фестиваль проводился в Международном конференц-центре в Иерусалиме и был основной программой национальной радиостанции «Коль Исраэль» в День независимости Израиля (в 1967 году этот праздник приходился на 15 мая). Мэр Иерусалима Тедди Коллек хотел, чтобы все исполняемые на этом фестивале песни имели отношение к Иерусалиму, но Гиль Альдема, продюсер фестиваля, обыскал архивы «Коль Исраэль» и нашёл не более полудюжины песен, связанных с Иерусалимом, которые были написаны поэтами и композиторами Израиля с начала XX века. Ни в одной из песен, написанных после образования государства Израиль, не упоминалось, что город был разделён и евреи не имели доступа к Стене плача.
Предложение сочинить песню шокировало Шемер, но тем не менее она согласилась. Наоми была сильно привязана к Иерусалиму: там она окончила Музыкальную академию, там родила дочку. Каждый год она проводила в Иерусалиме с друзьями часть лета, а кроме того, город был для неё источником вдохновения. Некоторое время Шемер безуспешно пыталась написать песню, а затем позвонила Гилю Альдеме, намереваясь отказаться от обязательства. Альдема настаивал, что она должна сочинить песню, но разрешил не писать об Иерусалиме, а людям в своём офисе сказал: «Теперь она точно напишет об Иерусалиме». Той же ночью Наоми сочинила и стихи, и музыку «Золотого Иерусалима» (данная версия песни включала только припев и два куплета, ставшие впоследствии первым и третьим), а на следующий день отнесла песню на «Коль Исраэль». Песня очень тронула Гиля Альдему.

## Источники

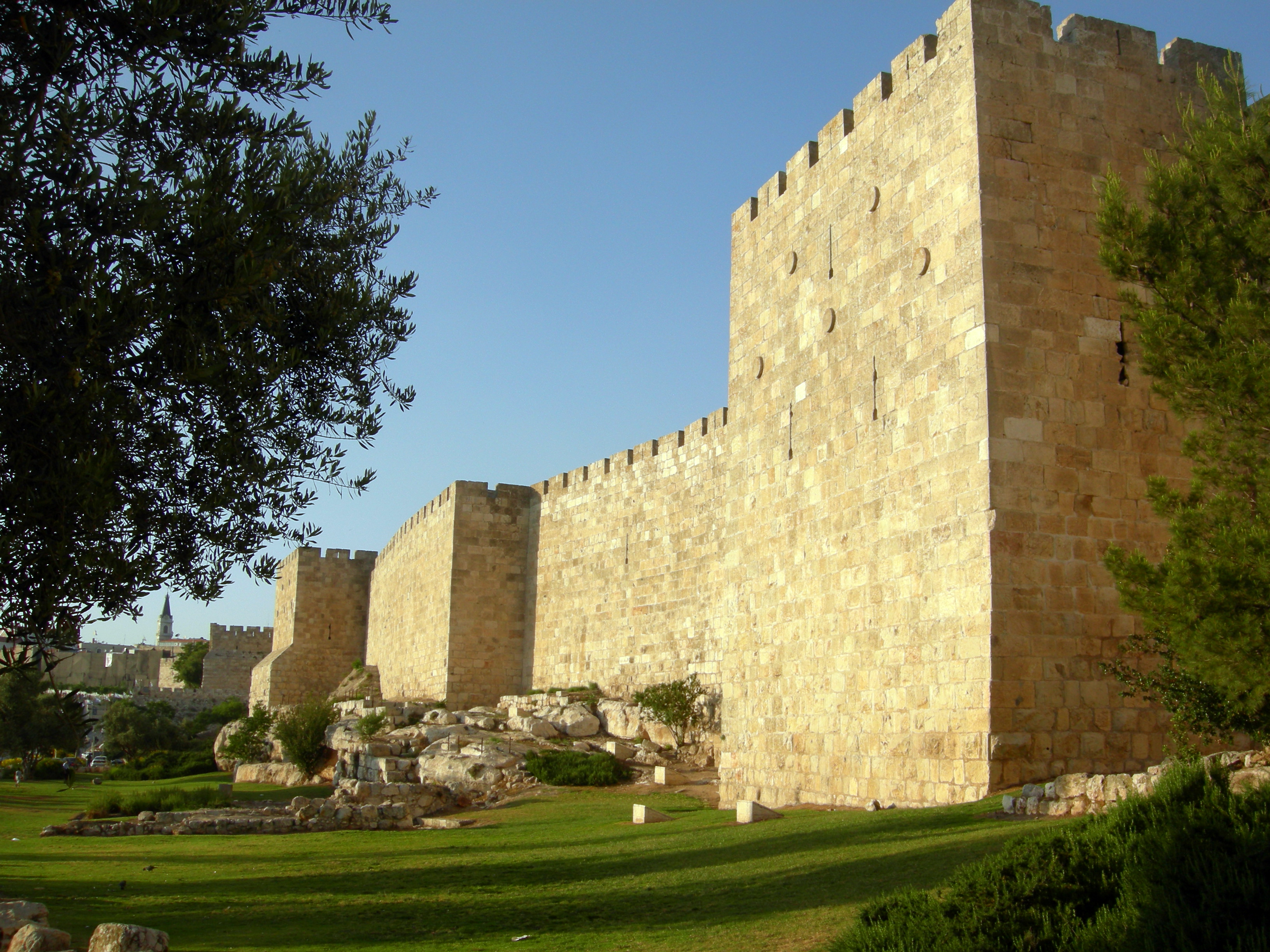
Иерусалим

## Успех
«Золотой Иерусалим» был впервые исполнен Шули Натан на концерте 15 мая 1967 года. Через три недели израильские войска в ходе Шестидневной войны заняли Иерусалим. Вышедшие к Стене плача десантники пели эту песню охрипшими голосами, со слезами на глазах. Наоми Шемер во время войны выступала перед солдатами на Синае. Она услышала по радио, как десантники поют «Золотой Иерусалим», и дописала куплет песни, посвящённый освобождению города, — четвёртый. В дальнейшем широкую известность получила версия песни, где второй куплет просто заменён четвёртым, имеющим противоположный смысл. Песня пользовалась огромным успехом и была выбрана в Израиле «песней года». В первый же год было продано порядка 300 тысяч пластинок с этой песней, что является рекордом продаж пластинок за всю историю Израиля. В том же году депутат Кнессета Ури Авнери внёс законопроект о придании «Золотому Иерусалиму» статуса гимна Израиля, однако законопроект так и не был рассмотрен. Песня была переведена на многие языки мира и звучала, например, в фильме «Список Шиндлера».
В 1998 году, на праздновании 50-летия Израиля, песня была признана самым важным музыкальным произведением еврейской культуры. 10 лет спустя, когда отмечалось шестидесятилетие страны, по Первому каналу израильского телевидения в прямом эфире прошла праздничная программа, в которой зрители и жюри выбрали «Песню 60-летия», а также «Певца…», «Певицу…» и «Группу 60-летия». «Золотой Иерусалим», исполненный на этом вечере Давидом Д’Ором, занял первое место из 12 как в зрительском голосовании, так и по решению жюри и стал «Песней 60-летия» и официальной песней Израиля во время торжеств, приуроченных к празднику.

## Известные исполнители
Помимо Шули Натан, эту песню в разные годы исполняли Офра Хаза, хор Турецкого, Иосиф Кобзон, Рика Зарай, Мария Максакова и другие.

## Переводы
Существует несколько переводов этой песни на русский язык.
Перевод Инны Винярской и Марины Меламед, под редакцией Игоря Бяльского, редактора «Иерусалимского журнала». Марина Меламед является исполнителем этого перевода.
Известны также переводы И. Явчуновской и Алексея Гомазкова (исполнитель — Юлия Зиганшина).